# Dienis Chismatullin
Dienis Rimowicz Chismatullin, ros. Денис Римович Хисматуллин (ur. 28 grudnia 1984 w Nieftiekamsku) – rosyjski szachista, arcymistrz od 2004 roku.

## Kariera szachowa
W czasie swojej kariery kilkukrotnie reprezentował Rosję na mistrzostwach świata i Europy juniorów. Największy sukces w tych rozgrywkach odniósł w 2000 r. w Oropesa del Mar, gdzie w MŚ do 16 lat zdobył srebrny medal. W 2002 r. zwyciężył w dwóch kołowych turniejach w Sierpuchowie (w jednym dzieląc I m. wspólnie z Igorem Kurnosowem) oraz w turnieju otwartym, rozegranym w Permie. W 2003 r. ponownie zajął I m. w Sierpuchowie, w 2004 r. zajął II m. (za Pawłem Smirnowem) w akademickich mistrzostwach świata w Stambule, w 2005 r. zajął I m. w turniejach open w Iżewsku oraz Włodzimierzu nad Klaźmą oraz awansował do finału turnieju o Puchar Rosji, w którym przegrał z Aleksandrem Lastinem, natomiast w 2006 r. zwyciężył w Woroneżu oraz podzielił II m. w Kazaniu (za Maratem Askarowem, wspólnie z Dmitrijem Boczarowem).
Sukcesy w kolejnych latach:
- 2007 – dz. I m. w Saratowie (wspólnie m.in. z Władimirem Potkinem, Aleksiejem Aleksandrowem i Siergiejem Azarowem),
- 2008 – dz. I m. w Kazaniu (wspólnie z Jewgienijem Szaposznikowem i Dmitrijem Kokariewem), dz. I m. w Tomsku (wspólnie z Artiomem Timofiejewem, Dmitrijem Kokariewem i Olegiem Łoskutowem),
- 2009 – I m. w Chanty-Mansyjsku, dz. I m. w Woroneżu (wspólnie m.in. z Walerijem Popowem, Dmitrijem Andriejkinem i Siergiejem Wołkowem),
- 2010 – dz. I m. w Woroneżu (wspólnie z Aleksandrem Rachmanowem),
- 2011 – dz. I m. w Tomsku (wspólnie m.in. z Dmitrijem Kokariewem i Pawłem Ponkratowem), dz. I m. w Petersburgu (wspólnie m.in. z Walerijem Niewierowem, Aleksiejem Aleksandrowem i Jurijem Jakowiczem),
- 2012 – I m. w Ufie,
- 2013 – udział w turnieju o Puchar Świata w Tromsø (porażka w I rundzie z Michaiłem Kobaliją)[4], dz. I m. w Petersburgu (wspólnie m.in. z Pawło Eljanowem, Olegiem Korniejewem i Wadimem Zwiagincewem), I m. w Chanty-Mansyjsku,
- 2014 – I m. w Taganrodzie[5], zdobycie brązowego medalu indywidualnych mistrzostw Rosji w Kazaniu[6],
- 2015 – IV m. w Jerozolimie (indywidualne mistrzostwa Europy)[7].

Najwyższy ranking w dotychczasowej karierze osiągnął 1 marca 2014 r., z wynikiem 2714 punktów zajmował wówczas 34. miejsce na światowej liście FIDE, jednocześnie zajmując 10. miejsce wśród rosyjskich szachistów.